# Andy’s Chest
«Andy’s Chest» (с англ. — «Грудь Энди») — песня, написанная американским музыкантом Лу Ридом, и вошедшая в его студийный альбом Transformer (1972). Она была вдохновлена покушением на убийство Энди Уорхола радикальной феминисткой и писательницей Валери Соланас в 1968 году.
Композиция является данью уважения Рида к своему наставнику и давнему другу — Энди Уорхолу, активно поддерживавшего The Velvet Underground финансированием, рекламой и организациями выступлений; он также выступил автором обложки дебютного альбома группы, The Velvet Underground & Nico (1967). Степень влияния Уорхола, однако, в конечном итоге, вызвала недовольство у участников группы, которые в 1967 году разорвали отношения с ним, певицей Нико (приведённую в группу Уорхолом) и всей арт-сценой Нью-Йорка. Название песни отсылает на значительный рубец на груди Уорхола, полученный в результате покушения, а также его Фабрику, чьи постояльцы описываются в сюрреалистической лирике песни.
В 1969 году песня была записана группой The Velvet Underground, однако её окончательная версия появилась только в сольном альбоме Рида Transformer (1972). Сопродюсерами композиции выступили Дэвид Боуи и Мик Ронсон. Оригинальная версия песни, записанная The Velvet Underground, в конечном итоге вошла в сборник VU (1985) и представляет собой энергичный поп-трек. Широко известная аранжировка, появляющаяся в альбоме Transformer, является более ломанной и слоистой.

## Участники записи
- Лу Рид — вокал, ритм-гитара
- Дэвид Боуи — бэк-вокал
- Мик Ронсон — соло-гитара
- Херби Флауэрс — бас
- Джон Хэлси — ударные